# Zecha
Zecha (ryska: Зеха) är ett vattendrag i Belarus.   Det ligger i voblasten Vitsebsks voblast, i den norra delen av landet, 140 km nordost om huvudstaden Minsk. Zecha ligger vid sjön Ozero Voron.
I omgivningarna runt Zecha växer i huvudsak blandskog. Runt Zecha är det ganska glesbefolkat, med 22 invånare per kvadratkilometer.